# Зимнее первенство Украины по футболу среди женщин 2014
IІІ Зимнее первенство Украины по футболу 2014 года среди женских команд (укр. ІІІ Зимова першість України з футболу 2014 року серед жіночіх команд) — 3-е Зимнее первенство Украины по футболу среди женщин. Игры проходили в крытом спорткомплексе «Ильичёвец» в Мариуполе. Победителем турнира стала харьковская команда «Жилстрой-1», победившая в финале «ЦПОР-Дончанку». Бронзовым призёром стала хозяйка площадки мариупольская «Ильичёвка».

## Участники
Первоначально для участия в турнире были заявлены 9 команд: «Жилстрой-1» (Харьков), «Родына-Лицей» (Костополь), «Атекс-СДЮШОР-16» (Киев), «Легенда-ШВСМ» (Чернигов), «Ильичёвка» (Мариуполь), «Медик» (Моршин), «Дончанка» (Донецк), «Жилстрой-2» (Харьков) и «Ятрань-Базис» (Уманьский р-н), которые должны были выступать в трёх группах по три команды. За неделю до старта стало известно, что «Легенда-ШВСМ» отказалась от участия из-за финансовых трудностей, а моршинскую команду в турнире должна была земенить одесская «Черноморочка», но и она вытоге отказалась от участия.
| Клуб            | Город                         |
| --------------- | ----------------------------- |
| Атекс-СДЮШОР-16 | Киев                          |
| Жилстрой-1      | Харьков                       |
| Жилстрой-2      | Харьков                       |
| Ильичёвка       | Мариуполь                     |
| Родына-Лицей    | Костополь, Ровненская область |
| Дончанка-ЦПОР   | Донецк                        |
| Ятрань-Базис    | Уманский район                |

## Первый этап
На первом этапе 7 команд-участниц были разделены на 2 группы. После завершения группового этапа победители групп со вторыми командами встретились в полуфиналах, победители которых сразились в финальном матче. Неудачники группового этапа и полуфиналов разыграли в стыковых матчах места с 3-го по 6-е.

### Группа А
| 1 | Жилстрой-1      | ~   | 3:1 | 10:0 |     | 3 | 3 | 0 | 0 | 22 — 1 | 9 |
| 2 | Ильичёвка       |     | ~   |      | 2:0 | 3 | 2 | 0 | 1 | 6 — 4  | 6 |
| 3 | Родына-Лицей    |     | 1:3 | ~    | 5:0 | 3 | 1 | 0 | 2 | 6 — 13 | 3 |
| 4 | Атекс-СДЮШОР-16 | 0:9 |     |      | ~   | 3 | 0 | 0 | 3 | 0 — 16 | 0 |

### Группа В
| 1 | Дончанка-ЦПОР | ~   | 1:0 |     | 2 | 2 | 0 | 0 | 4 — 1 | 6 |
| 2 | Жилстрой-2    |     | ~   | 0:0 | 2 | 0 | 1 | 1 | 0 — 1 | 1 |
| 3 | Ятрань-Базис  | 1:3 |     | ~   | 2 | 0 | 1 | 1 | 1 — 3 | 1 |

## Стыковые матчи

### 1/2 финала
| Жилстрой-1         | 1:0 протокол | Жилстрой-2 |
| Мария Тихонова 20′ | Голы         |            |

| | Составы | | |
| Санина (к), Денисенко (Малахова, 48), Аполлонина, Масальская, Котик, Знайденова, Еременко, Тихонова, Нестеренко, Денисенко, Овдийчук |         | Фомченко, Кравчук, Подольская, Соколовская, Ольховская, Андрухив, Левицкая, Китаева, Коломиец, Воронова (Цибина, 44; Ковтун, 63), Калинина (к) | Фомченко, Кравчук, Подольская, Соколовская, Ольховская, Андрухив, Левицкая, Китаева, Коломиец, Воронова (Цибина, 44; Ковтун, 63), Калинина (к) |

| Дончанка-ЦПОР     | 1:0 протокол | Ильичёвка |
| Анна Воронина 34′ | Голы         |           |

| | Составы | | |
| Говорунова, Прыйма, Папайло, Клавдиенко, Авдеева (к), Воронина, Ишутина (Крючкова, 73), Воронина, Майбородина, Ковтун, Лашко (Будаева, 57) |         | Цуканова, Полухина, Душеина, Норик, Назаренко (к), Салай, Загуменная, Радзиевская, Земляная, Крадожон (Винокурова, 49), Кулаковская (Петрик, 39) | Цуканова, Полухина, Душеина, Норик, Назаренко (к), Салай, Загуменная, Радзиевская, Земляная, Крадожон (Винокурова, 49), Кулаковская (Петрик, 39) |

### Матч за 5 место
| Родына-Лицей | 0:1 протокол | Ятрань-Базис            |
|              | Голы         | 34′ Анастасия Скорынина |

| | Составы | | |
| Черная (Герасимчук, 70), Пазюк, Вихоть, Будник (к), Мушин (Канарская, 60), Остапчук, Головач, Сардачук, Шевчук, Худа, Корнийчук (Глухая, 60) |         | Затушевская, Боярова, Скорынина (к), Музыка, Хачатрян, Малидзе (Комар, 66), Схиртладзе, Сукач (Матвиенко, 41), Дычко, Зуева (Гордая, 80+2), Выпасняк | Затушевская, Боярова, Скорынина (к), Музыка, Хачатрян, Малидзе (Комар, 66), Схиртладзе, Сукач (Матвиенко, 41), Дычко, Зуева (Гордая, 80+2), Выпасняк |

### Матч за 3 место
| Ильичёвка | 0:0 протокол | Жилстрой-2 |

| | Составы | | |
| Цуканова, Полухина, Душеина, Норик, Назаренко (к), Салай, Загуменная, Радзиевская, Земляная (Зозуля, 79), Колесник (Винокурова, 58; Климова, 80+2), Кайдаловская (Петрик, 36) |         | Фомченко, Кравчук, Подольская, Соколовская, Ольховская (Ковтун, 73), Андрухив, Левицкая, Китаева, Коломиец, Воронова (Рапа, 20), Калинина (к) | Фомченко, Кравчук, Подольская, Соколовская, Ольховская (Ковтун, 73), Андрухив, Левицкая, Китаева, Коломиец, Воронова (Рапа, 20), Калинина (к) |

| Серия пенальти:                                                                                    |     | |
| Душеина Мария · Назаренко Инна · Полухина Полина · Петрик Анна · Радзиевская Наталья · Зозуля Юлия | 4:3 | Рапа Виктория · Ольховская Валерия · Подольская Ирина · Коломиец Ирина · Калинина Яна · Андрухив Вероника |

### Финал
| Дончанка-ЦПОР     | 1:4 протокол фото | Жилстрой-1                                                                 |
| Анна Воронина 62′ | Голы              | 1′, 65′ (пен.) Мария Тихонова · 56′ Ольга Овдийчук · 71′ Таисия Нестеренко |

| | Составы | | |
| Говорунова, Прыйма, Папайло, Клавдиенко (Лебединская, 80), Авдеева (к), Воронина, Ишутина (Крючкова, 70), Воронина, Майбородина (Соломаха, 75), Ковтун, Лашко (Будаева, 37) |         | Санина (к) (Подкуйко, 76), Денисенко, Костюченко, Масальская (Аполлонина, 68), Котик (Пожарская, 74), Знайденова, Еременко (Пасикашвили, 80), Тихонова (Денисенко, 78), Нестеренко, Овдийчук (Малахова, 80+1), Чичинадзе (Свергун, 59) | Санина (к) (Подкуйко, 76), Денисенко, Костюченко, Масальская (Аполлонина, 68), Котик (Пожарская, 74), Знайденова, Еременко (Пасикашвили, 80), Тихонова (Денисенко, 78), Нестеренко, Овдийчук (Малахова, 80+1), Чичинадзе (Свергун, 59) |

## Бомбардиры
| # | Футболист            | Команда         | Голы (пен.) | Игры |
| - | -------------------- | --------------- | ----------- | ---- |
| 1 | Мария Тихонова       | Жилстрой-1      | 8 (2)       | 5    |
| 2 | Лела Чичинадзе       | Жилстрой-1      | 5           | 4    |
| 3 | Таисия Нестеренко    | Жилстрой-1      | 4           | 4    |
| 4 | Ольга Овдийчук       | Жилстрой-1      | 4           | 5    |
| 5 | Виктория Головач     | Родына-Лицей    | 3           | 4    |
| 6 | Анна Воронина        | Дончанка-ЦПОР   | 3 (1)       | 4    |
| 7 | Елизавета Костюченко | Жилстрой-1      | 2           | 4    |
| 8 | Алена Кордыш         | Атекс-СДЮШОР-16 | 2           | 3    |

## Лауреаты турнира
ФФУ наградила участников турнира индивидуальными призами:
- Лучший вратарь — Людмила Цуканова («Ильичёвка», Мариуполь)
- Лучший защитник — Ирина Подольская («Жилстрой-2», Харьков)
- Лучший полузащитник — Оксана Знайденова («Жилстрой-1», Харьков)
- Лучший нападающий — Анна Воронина («ЦПОР-Дончанка», Донецк)
- Лучший бомбардир — Мария Тихонова («Жилстрой-1», Харьков)